# Lupi (Camarines Sur)
Lupi è una municipalità di quarta classe delle Filippine, situata nella Provincia di Camarines Sur, nella Regione del Bicol.
Lupi è formata da 38 baranggay:
- Alleomar
- Bagangan Sr.
- Bagong Sikat
- Bangon
- Barrera Jr.
- Barrera Sr.
- Bel-Cruz
- Belwang
- Buenasuerte
- Bulawan Jr.
- Bulawan Sr.
- Cabutagan
- Casay
- Colacling (Del Rosario)
- Cristo Rey
- Del Carmen
- Haguimit
- Haluban (Pigbasagan)
- Kaibigan

- La Purisima
- Lourdes
- Mangcawayan
- Napolidan
- Poblacion
- Polantuna
- Sagrada
- Salvacion
- San Isidro
- San Jose
- San Pedro
- San Rafael Norte
- San Rafael Sur
- San Ramon
- San Vicente
- Sooc
- Tanawan
- Tapi (Lupi Nuevo)
- Tible